# Limnephilus auricula
Limnephilus auricula – chruścik z rodziny bagiennikowatych (Limnephilidae). Larwy budują rurkowate domki z fragmentów detrytusu i roślin. Jest to gatunek w Polsce stosunkowo liczny i pospolity, o szerokim euroazjatyckim rozmieszczeniu. W Polsce larwy licznie zasiedlają zbiorniki okresowe, zarówno w strefie zalewowej dolin dużych rzek nizinnych, jak i zbiorniki krajobrazu otwartego (śródłąkowe, śródpolne) pojezierzy (Pojezierze Pomorskie, Pojezierze Mazurskie). Na południu Polski spotykany także w źródłach limnokrenowych.
Limneksen drobnozbiornikowy, preferuje śródłąkowe zbiorniki okresowe, spotykany w litoralu jezior lobeliowych, eutroficznych, starorzeczach, a także w wolno płynących rowach melioracyjnych. Występuje w całej Europie (bez Arktyki), na Kaukazie, w obszarze kaspijskim, Azji Mniejszej, Turkiestanie. Larwy spotykane w jeziorach i zarośniętych odcinkach rzek na nizinach.
Larwy łowiono w jeziorach lobeliowych Pojezierza Bytowskiego oraz jeziorach Niziny Szczecińskiej, w szuwarach turzycowych. Na Pojezierzu Mazurskim larwy i imagines złowione były w kilku jeziorach, głównie w turzycach, trzcinach i napływkach. Występuje w Dolinie Narwi i w Dolinie Biebrzy w torfiankach i astatycznych zbiornikach śródleśnych, śródpolnych Dwie larwy złowiono w małych limnokrenach Wyżyny Krakowsko-Częstochowskiej. Gatunek bardzo pospolity w drobnych zbiornikach okresowych północnej Polski.
Pospolity w stawach, zbiornikach okresowych i kanałach, spotykane imagines nad jeziorami Finlandii. Nad jeziorami Łotwy, Litwy, Danii, Jugosławii i Węgier imagines łowione rzadko.